# Bistrac Donji
Bistrac Donji är en ort i Bosnien och Hercegovina.   Den ligger i entiteten Federationen Bosnien och Hercegovina, i den centrala delen av landet, 80 kilometer norr om huvudstaden Sarajevo. Bistrac Donji ligger 204 meter över havet och antalet invånare är 1 211.
Terrängen runt Bistrac Donji är platt norrut, men söderut är den kuperad. Runt Bistrac Donji är det ganska tätbefolkat, med 93 invånare per kvadratkilometer.. Närmaste större samhälle är Tuzla, 8,9 kilometer öster om Bistrac Donji. 
Omgivningarna runt Bistrac Donji är en mosaik av jordbruksmark och naturlig växtlighet.